# Comando de Operações Especiais
O Comando de Operações Especiais (C Op Esp) é uma unidade do Exército Brasileiro a nível de brigada sediada em Goiânia e subordinada ao Comando Militar do Planalto e Comando de Operações Terrestres. É uma tropa de elite adaptada à guerrilha e contraterrorismo e integra a Força de Ação Rápida Estratégica, podendo reagir a ameaças convencionais e não convencionais. Suas duas unidades operacionais são o 1.º Batalhão de Forças Especiais e o 1.º Batalhão de Ações de Comandos. De seus componentes, somente o Centro de Instrução de Operações Especiais, em Niterói, está fora de Goiânia. A 3.ª Companhia de Forças Especiais, em Manaus, é subordinada ao Comando Militar da Amazônia. Esses componentes às vezes operam juntamente com as forças especiais do restante das Forças Armadas ou das polícias, mas não há um comando conjunto permanente.
O primeiro curso de operações especiais brasileiro foi criado em 1957, e a primeira formação operacional, em 1968, ambos dentro da atual Brigada de Infantaria Paraquedista. Elas têm ligações históricas à instrução de guerra na selva e às forças especiais policiais. As forças especiais e comandos estudaram a contrainsurgência no contexto da Guerra Fria e da luta armada contra a ditadura militar brasileira, e o foco não foi perdido após a redemocratização. Na Guerrilha do Araguaia, aplicaram o princípio de que “guerrilha se combate com guerrilha”. A Amazônia permanece como área de interesse para operações especiais, e há a intenção de usá-las em ação indireta contra um invasor convencional, organizando uma resistência entre a população. Desde a década de 1990, as forças especiais são também usadas na segurança de grandes eventos e no combate ao crime organizado no Rio de Janeiro. As forças de operações especiais foram expandidas a uma Brigada em 2002, quando o risco do terrorismo estava na agenda pública. No ano seguinte ela foi transferida a Goiânia, no centro do país; a denominação atual data de 2014.
Os comandos e operadores de forças especiais (FEs) do Exército usam equipamentos avançados e passam por seleção e treinamento mais rigorosos do que militares comuns. Os comandos, conhecidos pelo símbolo da faca na caveira, são recrutados entre militares voluntários em serviço fora do 1.º BAC. Eles são usados em ações bélicas diretas na retaguarda inimiga. Os FEs são recrutados entre os que já possuem os cursos paraquedista e de Ações de Comandos; o difícil acesso ao 1.º BFEsp torna-o valorizado na instituição. Seus integrantes têm funções mais avançadas como a coleta antecipada de inteligência e a organização de forças irregulares. Por sua atuação sigilosa, são também chamados de “fantasmas”. Comandos e FEs contam com viaturas especiais, a Força Aérea e a Aviação do Exército para sua mobilidade e adentram o território hostil por infiltração. Afora esses dois batalhões operacionais, o COpEsp conta com uma Companhia de Defesa Química, Biológica, Radiológica e Nuclear (DQBRN).

## Contexto nas forças especiais brasileiras

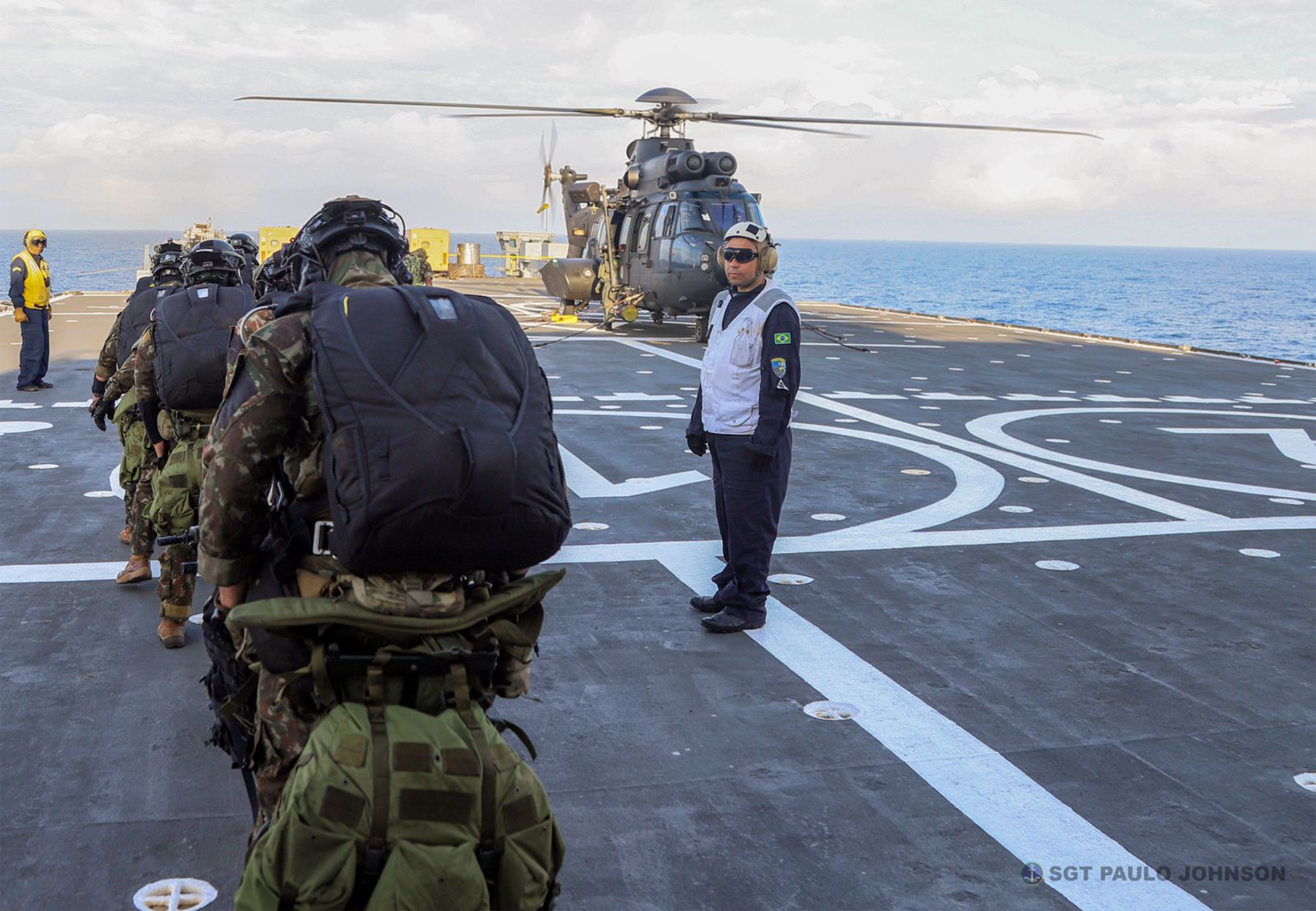
Operadores especiais do Exército embarcam num helicóptero a bordo do Navio-Aeródomo Multipropósito Atlântico

Afora os operadores especiais do Exército, a Marinha tem o Grupamento de Mergulhadores de Combate (GRUMEC) e Batalhão de Operações Especiais de Fuzileiros Navais (Batalhão Tonelero), e a Força Aérea, o Esquadrão Aeroterrestre de Salvamento (PARA-SAR). As forças especiais das três armas fazem algumas operações conjuntas. Não há, porém, um comando conjunto permanente para todas as forças especiais, como o Comando de Operações Especiais dos Estados Unidos.
Essas forças têm em comum o emprego de pequenos grupos de treinamento e equipamento diferenciados, contando com inteligência e contrainteligência especializadas. Elas operam sigilosamente em áreas sensíveis, durante limitadas janelas de oportunidade, com duas formas de ação: direta, em contato violento com o inimigo, e indireta, na preparação de forças irregulares amigas. Elas adentram o território inimigo por infiltração (terrestre, aquática ou aérea), onde são vulneráveis. Elas têm acesso limitado ao apoio de fogo, tipicamente apenas aéreo, são sensíveis à contrainteligência e guerra eletrônica inimigas, complexas para a logística e difíceis de recuperar baixas, devido ao grande investimento de tempo necessário para treinar novos combatentes.
Há alguns casos de operação conjunta com as forças especiais das polícias, e elas têm ligações genealógicas. O Batalhão de Operações Policiais Especiais (Bope) da Polícia Militar do Estado do Rio de Janeiro teve em seus quadros originais uma maioria de forças especiais (paraquedistas engajados na contrainsurgência). O rigoroso e sádico curso do Bope, tornado famoso pelo filme Tropa de Elite (2007), é inspirado no curso das Forças Especiais do Exército. Mas as raízes das forças especiais policiais não estão puramente no Exército, pois desde 1932 a Polícia Civil do Estado do Rio de Janeiro tinha a Polícia Especial, grupamento com seleção rigorosa, que serviu de antecedente ao Bope e à Coordenadoria de Recursos Especiais.

## História

### Origens

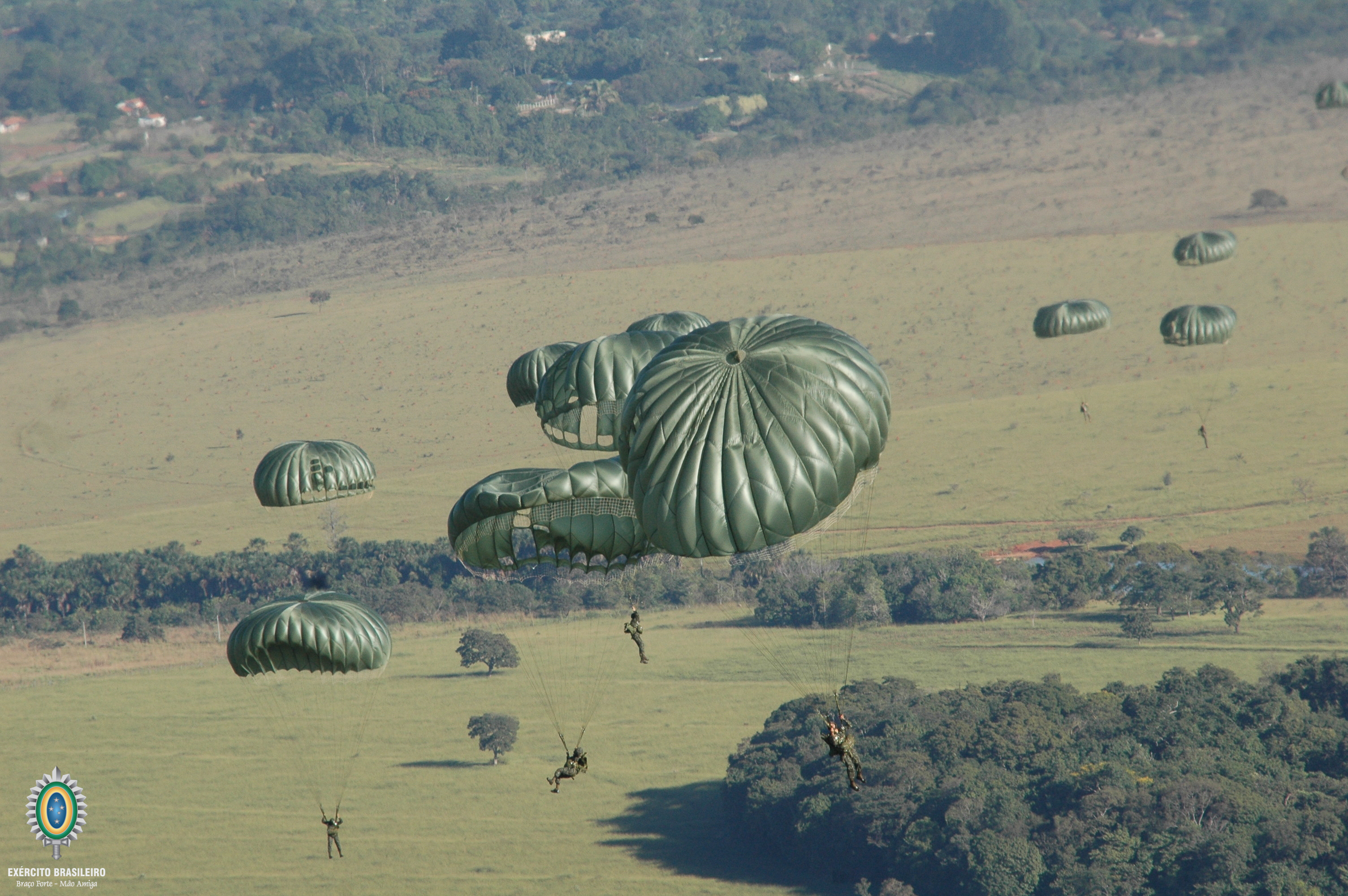
Salto paraquedista das forças especiais, uma continuidade com o passado na brigada paraquedista

O Exército Brasileiro traça paralelos entre as atuais missões de comandos e forças especiais e antecedentes na Insurreição Pernambucana em meados do século XVII, especialmente o militar português Antônio Dias Cardoso. Ele organizou civis para uma força de resistência aos invasores holandesas, combatendo à base de emboscadas. Diversos outros comandantes, como o capitão Francisco Padilha, usaram emboscadas e táticas de guerrilha contra o exército convencional holandês. Antônio Dias Cardoso é hoje o patrono do 1.º Batalhão de Forças Especiais.
Em sua forma moderna, os comandos e forças especiais proliferaram durante a Segunda Guerra Mundial e a Guerra Fria. O primeiro curso brasileiro, em 1957, visava o salvamento e resgate, tendo em mente o acidente aéreo do avião Presidente em 1952. Outra preocupação logo se somou a essa: a “guerra revolucionária”. No início da Guerra Fria, pensadores militares no Brasil e no bloco ocidental enfatizavam as forças especiais na contrainsurgência anticomunista. Eles concebiam o soldado de forças especiais como o salvador dos valores marciais perdidos com o avanço da tecnologia militar, mas capaz também de superar a moralidade tradicional da guerra e lutar de forma “suja” e violenta como seus oponentes.
As forças paraquedistas na América do Sul nasceram nessa época, sob influência americana e ligadas às forças especiais, comandos e contrainsurgência. Um capitão americano contribuiu com a criação do curso, e após sua realização, militares brasileiros estudaram com os rangers e forças especiais nos Estados Unidos. No caso brasileiro, poucos militares estudaram a contrainsurreição em instituições americanas. As visitas de instrutores americanos, como os Boinas Verdes, foram limitadas e a contrainsurgência era apenas um de vários tópicos ensinados. Há opiniões diversas sobre o resultado: a influência doutrinária e prática americana teria sido decisiva, apesar dos números pequenos, ou pouco importante, pois o Exército Brasileiro já tinha sua própria doutrina de contrainsurgência e usou métodos diferentes de outros países no continente.
O primeiro Curso de Operações Especiais brasileiro foi criado em 1957, dentro do então Núcleo da Divisão Aeroterrestre, e é o embrião dos atuais cursos de Ações de Comandos, Forças Especiais e Operações na Selva. Em 1966 ele foi desmembrado em cursos separados de Comandos e Forças Especiais. O tradicional Regimento Escola de Infantaria criou um curso de comandos nesse ano, mas ele foi desativado dois anos depois. Nas reformas militares da ditadura, o Núcleo foi transformado em Brigada em 1968, recebendo um Destacamento de Forças Especiais, mais tarde Companhia, expandida em 1983 ao 1.º Batalhão de Forças Especiais, com companhias de comandos e forças especiais.
O foco na contrainsurgência coube à Brigada Paraquedista, onde estavam as forças especiais. Ela se voltou no início da década de 1970 ao combate à luta armada de esquerda contra a ditadura militar brasileira. Os terrenos de difícil acesso às forças regulares, como a selva e a montanha, eram considerados ideais para a guerrilha. O Centro de Instrução de Guerra na Selva (CIGS), criado em 1964, até certo ponto contestou o domínio dos paraquedistas sobre a formação de forças especiais. A qualificação de forças especiais e a unidade operacional permaneceram com os paraquedistas, mas de 1970 a 1978 a formação de comandos ocorreu no CIGS, em Manaus.
Na Guerrilha do Araguaia, maior experiência de contrainsurgência do período, as investidas iniciais com forças convencionais fracassaram. O foco insurgente na selva foi eliminado pelo princípio de “guerrilha se combate com guerrilha”: os insurgentes foram identificados num trabalho de inteligência e eliminados por pequenos grupos de militares paraquedistas e de selva. Descaracterizados e clandestinos, levavam consigo guias locais. Após 1975, com a abertura política e o esgotamento dos focos de guerrilha, a Brigada Paraquedista voltou a focar na guerra convencional. O “combate contra a subversão” continuou a ser estudado nos comandos, forças especiais e precursores paraquedistas. O Exército manteve uma capacidade antiguerrilha após o desmonte do aparato repressivo do DOI-CODI. Perdurou também o interesse nas operações especiais numa guerra convencional, reforçado pelo estudo da Guerra das Malvinas de 1982. As forças especiais se tornariam destino prioritário de recursos e uma das Forças de Ação Rápida.

### Criação

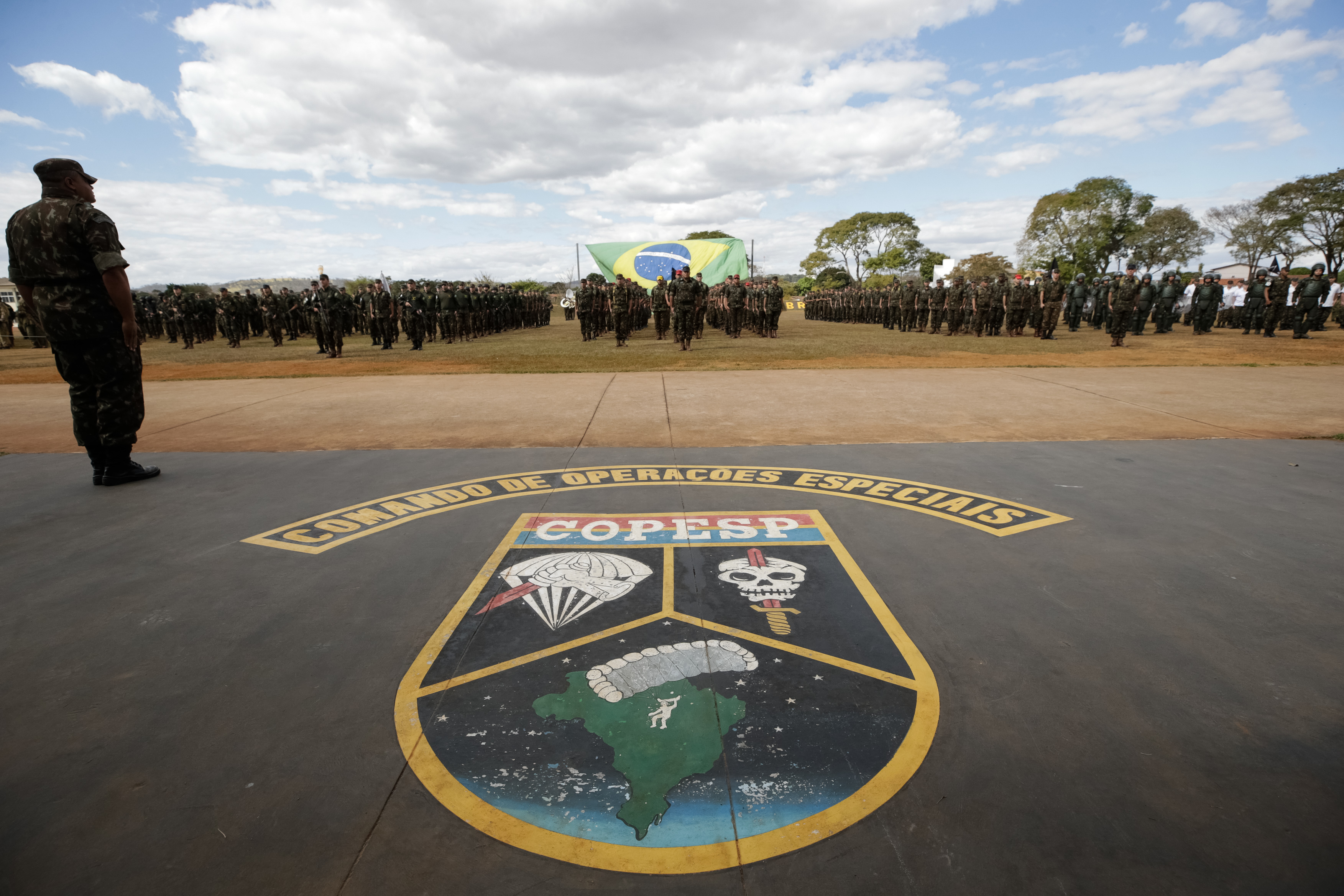
Formatura do efetivo na sede

Em 2002 foi criada a Brigada de Operações Especiais, que receberia seu nome atual de Comando de Operações Especiais em 2013. Devido às restrições orçamentárias, em 2002 o 42.º e 43.º batalhões da 3.ª Brigada de Infantaria Motorizada, em Goiás, foram extintos, numa tendência geral de downsizing indireto no Exército. A sede original era no Rio de Janeiro, onde fica a Brigada de Infantaria Paraquedista, mas no ano seguinte a Brigada foi transferida a Goiânia. Suas unidades em 2012 eram o 1.º Batalhão de Forças Especiais, 1.º Batalhão de Ações de Comandos, 1.º Batalhão de Operações Psicológicas, Batalhão de Apoio às Operações Especiais e componentes menores.

### Objetivos concebidos

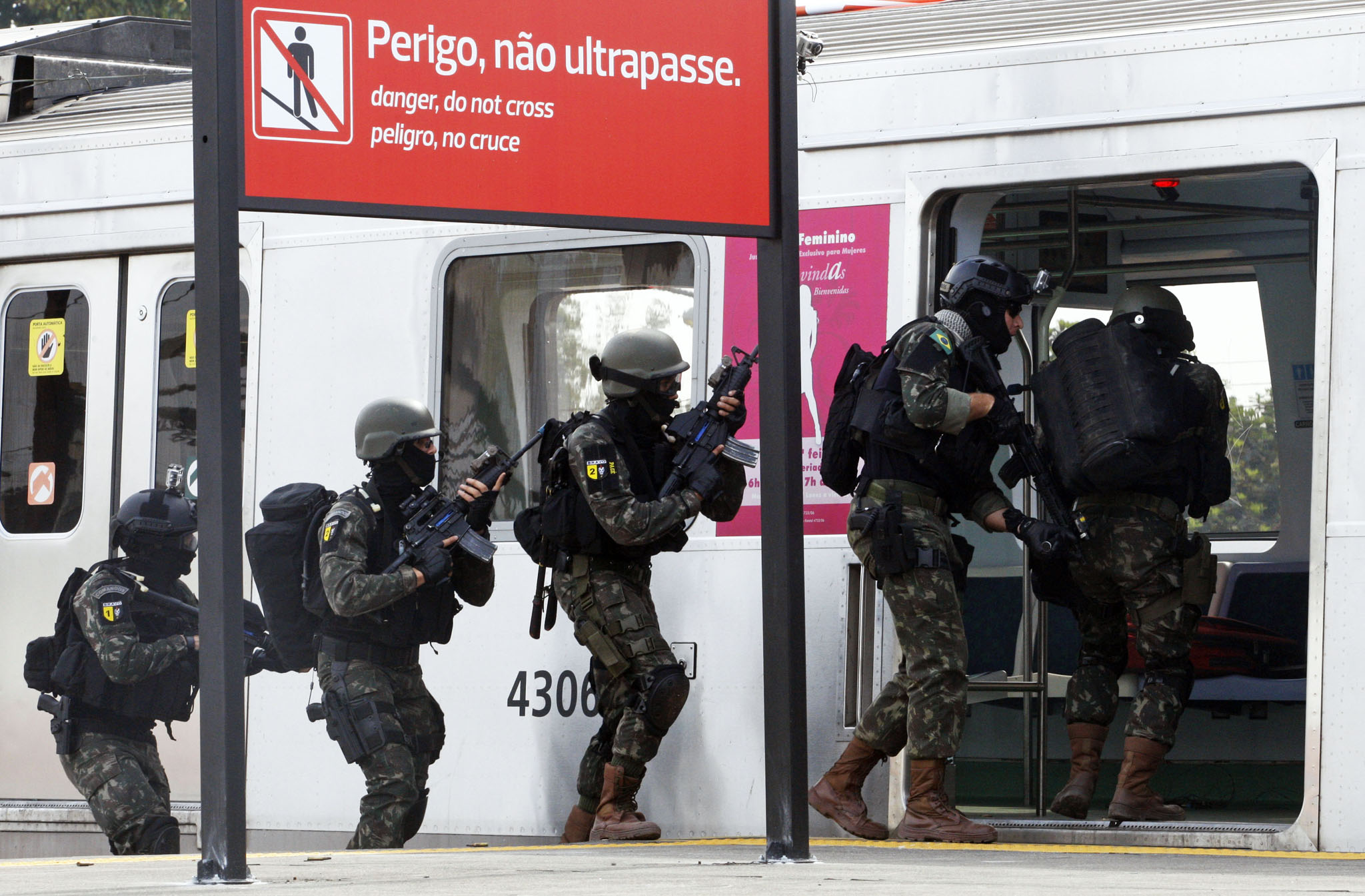
Treinamento contraterrorista para as Olimpíadas de 2016

O contexto imediato para a criação da Brigada de Operações Especiais foram os ataques de 11 de setembro de 2001. A subsequente Guerra ao Terror justificou ao público brasileiro e aos Estados Unidos a reativação dos planos de expansão das forças de operações especiais. Elas são a vanguarda do contraterrorismo no Exército e permitem reagir a ameaças imprevisíveis e inimigos não estatais; na mesma época, o Exército investia nas capacidades para as operações internacionais de paz e operações internas, como a Garantia da Lei e da Ordem (GLO). O terrorismo não foi o único motivo da decisão, mas também a “revolução nos assuntos militares”, com a busca por forças de alto nível tecnológico, mobilização rápida e menor dependência no serviço militar obrigatório. O Comando é flexível e tem grande poder destrutivo. Dentro do Exército, tem grande prestígio.
O legado do Araguaia ainda era lembrado. A experiência de contraguerrilha, no pensamento militar, poderia ser invertida e usada numa guerrilha um invasor convencional da Amazônia. As forças especiais e as de selva treinam para tanto uma “estratégia de resistência”, infiltrando na selva e misturando-se à população local. Boa parte do adestramento de operações especiais é voltado ao contexto amazônico. E o cenário de contraguerrilha ainda é estudado. Em 2020 a Operação Mantiqueira, exercício de operações especiais contra uma organização armada clandestina, aludiu a organizações de esquerda em seu cenário fictício. O Exército negou conotação político-ideológica na simulação.
Quando a manutenção das forças especiais foi posta em discussão política em 2024, um deputado federal chamou atenção ao "cenário de guerra dos últimos 50 anos. O Exército regular é empregado em combates de alto volume e alto atrito; todas as outras espécies de operações são executadas por policiais e militares de Forças Especiais". Outro enfatizou que tais forças são comuns nos exércitos de outros países.

### Atuação

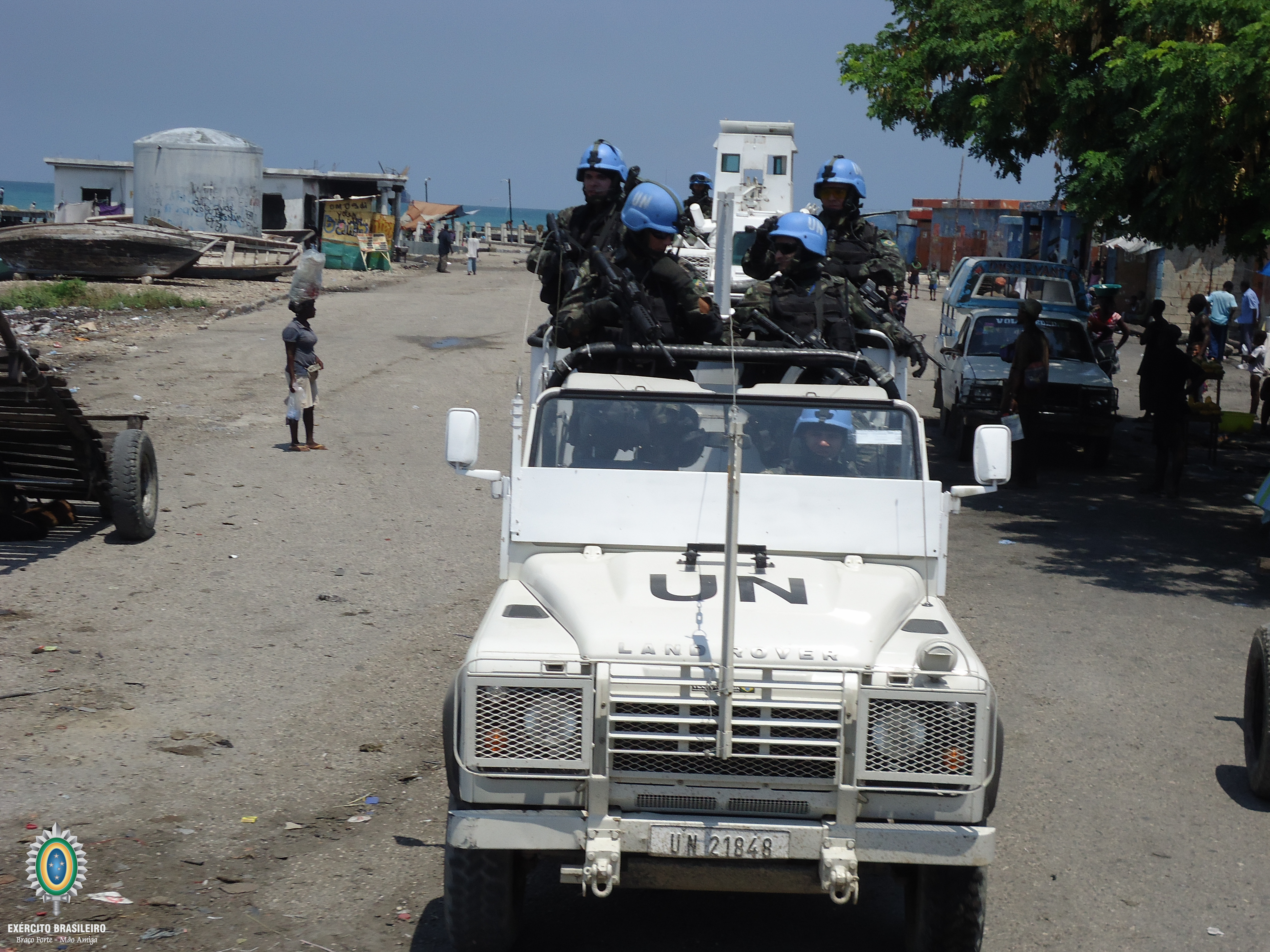
Forças especiais no Haiti

O Destacamento de Forças Especiais foi presença constante na Guerrilha do Araguaia, desde as operações de informações. Eles serviram de multiplicadores de força a outras unidades, treinaram forças irregulares locais e realizaram operações psicológicas. Eram soldados regulares, sem relação direta com a repressão política e a comunidade de informações, mas tinham pouca disposição de deixar prisioneiros. O 1.º Batalhão de Forças Especiais retornou à Amazônia em 1991 para as Operações Traíra e Perro Loco contra as Forças Armadas Revolucionárias da Colômbia. Dentre as unidades enviadas, ele foi importante por seu conhecimento de guerra não convencional. Ele coletou inteligência e realizou algumas ações diretas.
Designado pelo Estado-Maior do Exército como a unidade de contraterrorismo do Exército em 1990, o 1.º Batalhão de Forças Especiais coordenou a segurança contraterrorista da ECO-92. Em outros grandes eventos, como a Copa do Mundo de 2014 e as Olimpíadas de 2016, as forças especiais foram também preparadas para a segurança.
Em 1993 o 1.º BFEsp enveredou nas operações contra o crime organizado. Por determinação do Ministério da Justiça, o batalhão e a Polícia Federal prepararam uma invasão contra o Comando Vermelho no Morro do Alemão, no Rio de Janeiro, semelhante à que ocorreria em 2010. O plano foi cancelado por objeção do governador Leonel Brizola. Na década de 2010, os FEs do Exército foram usados em operações de alto risco contra narcotraficantes e milícias no Rio de Janeiro. Eles retornaram ao Alemão em 2010–2012 e participaram da ocupação da Maré em 2015, e  da intervenção federal no Rio de Janeiro em 2018. Nesse contexto, podem operar em alguns ambientes onde a polícia é pouco preparada, como as matas nos morros, mas já foram acusados de perder o controle na violência, como no caso de oito mortes em São Gonçalo, nas quais o Exército nega as acusações de participação das forças especiais. Em 2015, dois FEs foram feridos por traficantes na Maré.
A partir de 2005 o Comando contribuiu o Destacamento de Operações de Paz (Dopaz) à Missão das Nações Unidas para a estabilização no Haiti. Seus 20 homens, trocados a cada seis meses, foram usados no reconhecimento e busca e apreensão dos líderes de gangues nas favelas do Haiti e contribuíram para o desenvolvimento das doutrina das Nações Unidas para as forças especiais em operações de paz. Após a passagem do furacão Irma em 2017, o destacamento fez contato com líderes locais e reconhecimento em áreas litorâneas.

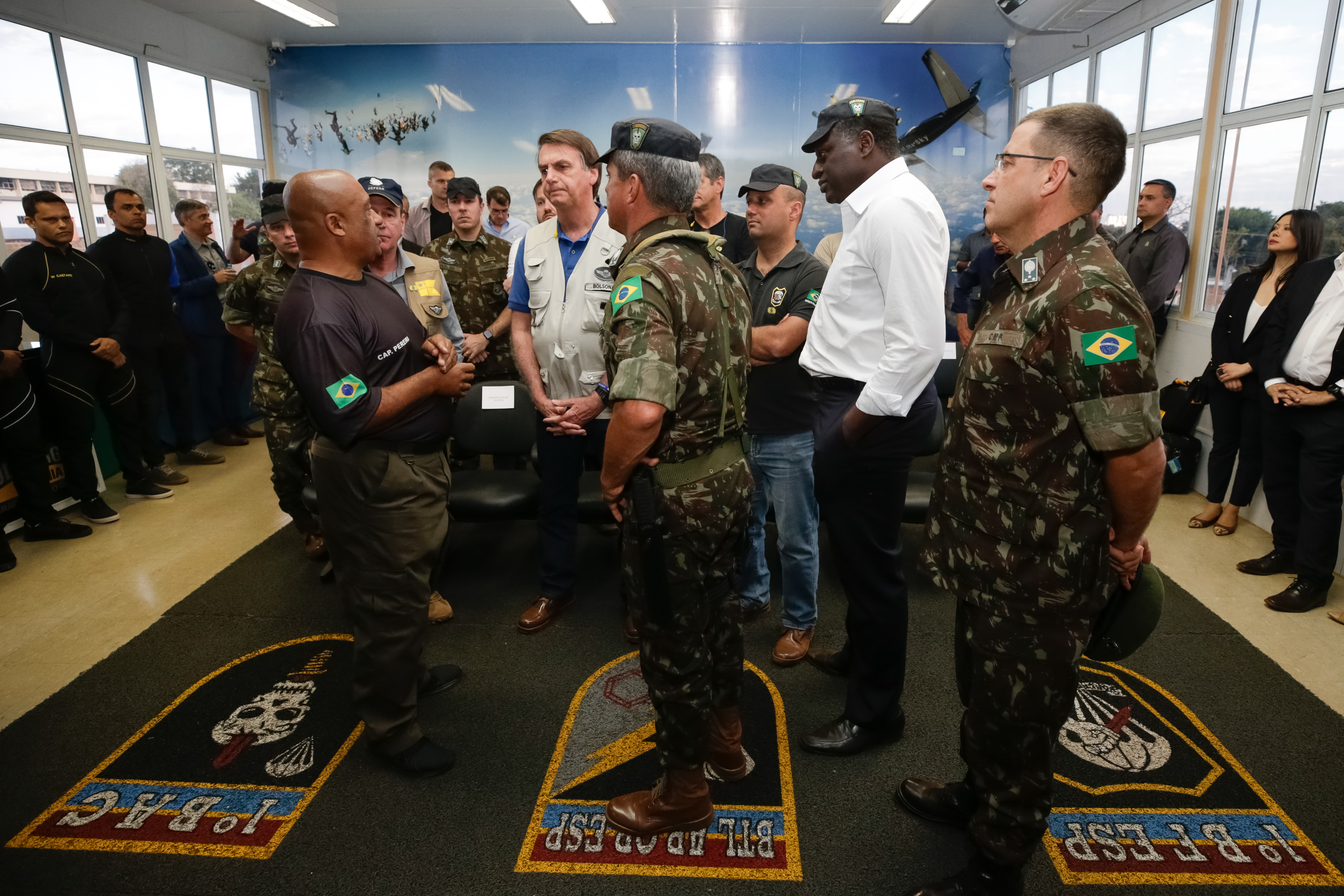
Presidente Jair Bolsonaro na sede do C Op Esp em 2020

Os militares de operações especiais ganharam projeção política durante e após o governo Jair Bolsonaro (2019–2022), no qual pelo menos 26 ocuparam posições. Segundo a revista Piauí, eram a "única força em que Bolsonaro dizia confiar plenamente". Nos anos seguintes, investigações da Polícia Federal acusaram o envolvimento direto de vários desses militares numa conspiração para manter Bolsonaro no poder e nos ataques de 8 de janeiro de 2023. Sob o general Tomás Ribeiro Paiva, comandante do Exército a partir de 2023, o Alto Comando do Exército preteriu os FEs das promoções ao generalato e formou um grupo de trabalho para reformular o Comando de Operações Especiais, não descartando nem mesmo a redução do efetivo.
Segundo a Gazeta do Povo, houve descontentamento em parte das forças especiais da reserva, pois somente um de mais de uma dezena de membros do grupo era oficial de operações especiais, e temia-se que as mudanças descaracterizariam a tropa. O Partido Socialismo e Liberdade chegou a solicitar ao Ministério da Defesa a desativação dos batalhões de operações especiais. O Exército se manifestou contra a proposta, entendendo que os militares investigados agiram por conta própria e não houve perda de controle das unidades. As reformas implementadas a partir de 2025 incluíram mudanças nos cursos de formação e a transferência do 1.º Batalhão de Operações Psicológicas para o Comando Militar do Planalto.

## Efetivo

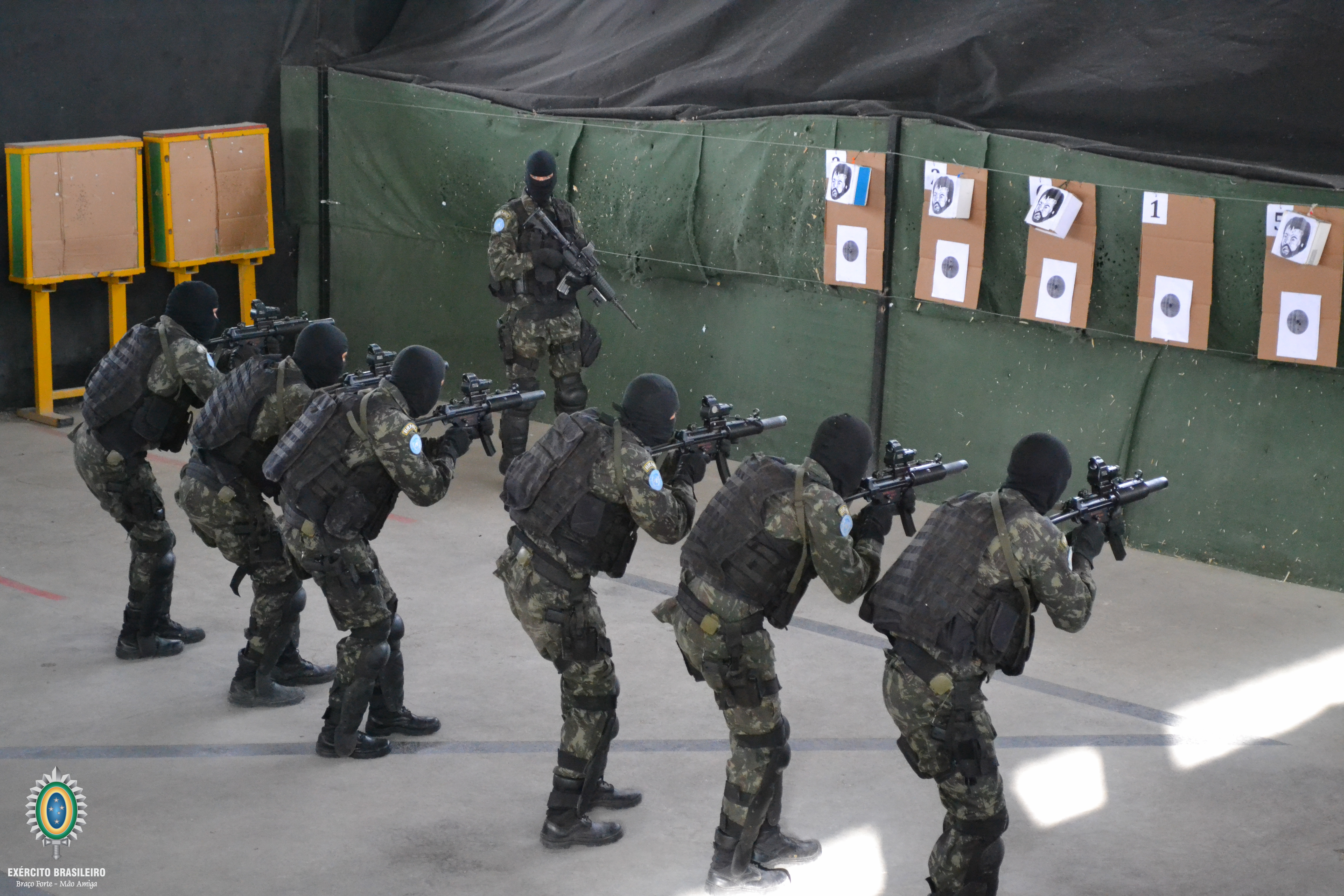
Treinamento de tiro com a submetralhadora MP5

Como outras forças especiais, os comandos e FEs brasileiros não recrutam diretamente entre civis, recebendo apenas voluntários entre os militares. O Curso de Ações de Comandos (CAC), realizado no Centro de Instrução de Operações Especiais (C I Op Esp), em Niterói, é aberto a oficiais e sargentos com pelo menos um ano de serviço. Soldados e cabos podem se voluntariar ao Curso de Formação de Cabos Comandos, realizado no próprio batalhão. Sargentos e oficiais com os cursos de Ações de Comandos e Básico Paraquedista podem se voluntariar ao Curso de Forças Especiais, no C I Op Esp. Nem todo o efetivo é de paraquedistas, e as outras formações têm qualificações anteriores diversas.
Os comandos e forças especiais têm treinamento melhor e mais especializado que os soldados comuns. O CAC é citado como o curso mais temido dentro do Exército. Para sair como a elite da instituição, os alunos são submetidos a intenso estresse físico e psicológico, sofrendo com a fome, frio, dor e outros fatores desgastantes. A simples vontade de ostentar o distintivo no peito já é um atrativo, mas há muitos desligamentos voluntários dos que não encontram o que esperavam. Para os que progridem ao Curso de Forças Especiais, a seleção é severa: só uma pequena minoria é admitida. Esse curso é também conhecido pelo rigor extremo, até mesmo considerado excessivo por alguns militares convencionais. Em 2012 o CAC somava 12 semanas de instrução em 2012, e o Curso de Forças Especiais, 23. As reformas propostas em 2025 dificultariam a entrada no curso e exigiriam um tempo mínimo de serviço prévio para garantir a maturidade e experiência dos ingressantes.
Desde os anos 70, na Brigada Paraquedista, as forças especiais criaram a subcultura de uma elite dentro da elite, status de difícil acesso, e assim, valorizado dentro da instituição. Como relatado na imprensa, eles "têm o costume de se vangloriar e se julgar superiores aos militares das demais áreas do Exército", "formam uma espécie de "confraria", que acreditaria poder operar com relativa independência das outras unidades militares" e rivalizam com os precursores, a elite da Brigada de Infantaria Paraquedista, cuja especialidade também é exercida pelas forças de operações especiais.

## Simbologia

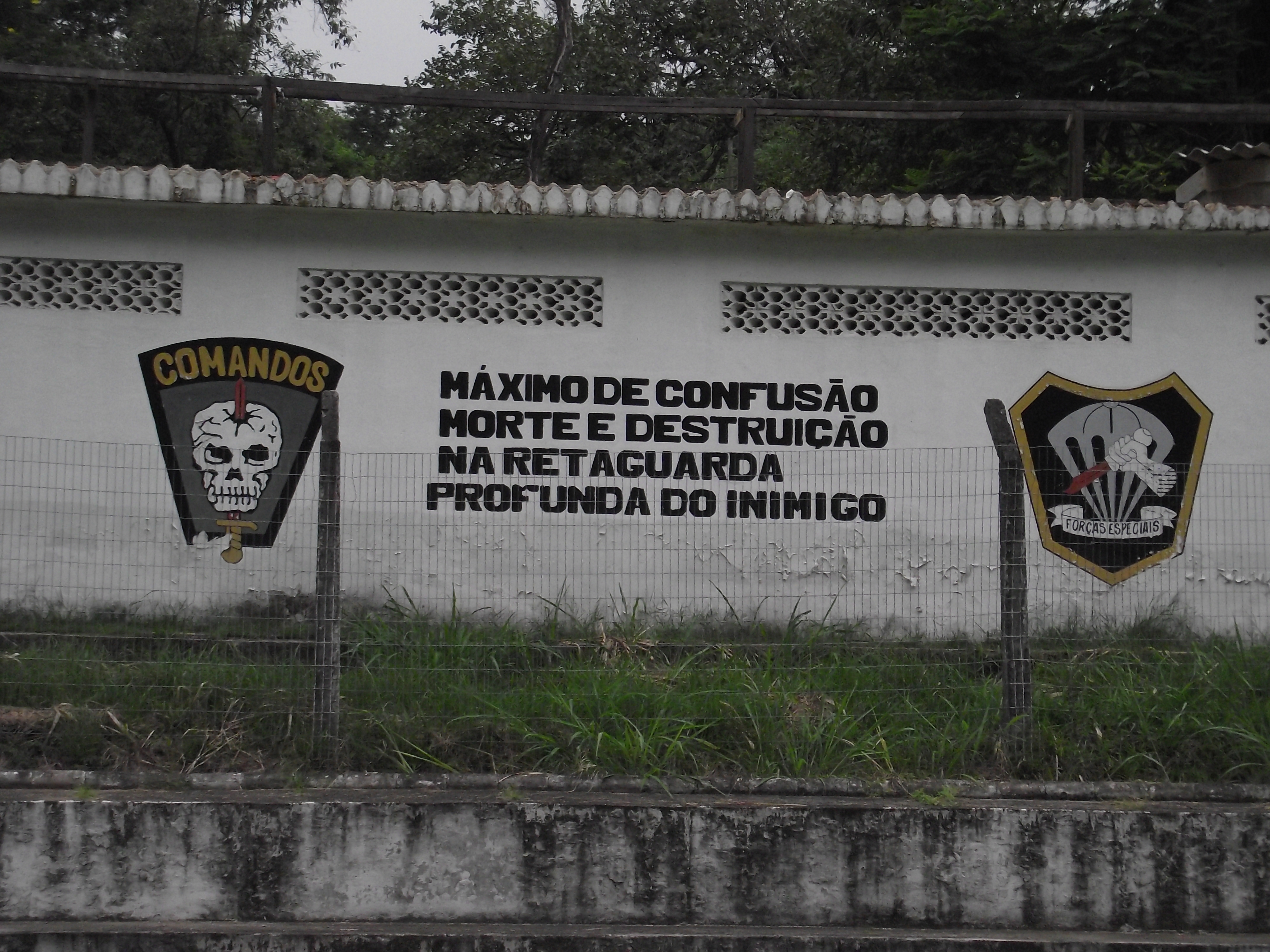
Brevês de comandos (esq.) e forças especiais (dir.), com o lema dos comandos ao centro

Os paraquedistas de operações especiais herdaram vários símbolos da Brigada de Infantaria Paraquedista, como o boot marrom e a boina grená. De 2003 a 2015 houve uma tentativa de construir uma nova tradição, com um boot café e boina mais escura. Outra peça do uniforme é o gorro preto, origem do apelido informal: "kids pretos".
Eles também incorporaram na sua simbologia a caveira e a faca, usadas por forças especiais em todo o mundo; a caveira isoladamente é ainda mais tradicional na heráldica militar. O Batalhão de Ações de Comandos usa como insígnia uma caveira cruzada por uma faca vermelha do sangue inimigo, com fundo verde, para as matas, e preto, para as operações noturnas. A faca na caveira, também utilizada pelas forças especiais policiais, é o símbolo mais polêmico. Os militares descrevem-no como símbolo da superação da morte. O Batalhão de Forças Especiais usa uma mão com uma luva, significando ações discretas, usando um punhal, também vermelho, e novamente com fundo preto, além de um paraquedas. O símbolo pretende mostrar os FEs como os mais temidos do Exército. O Comando tem os símbolos dos dois batalhões e um salto paraquedista sobre o mapa do Brasil.

## Organização
O COpEsp é subordinado ao Comando Militar do Planalto, mas vinculado para preparo e emprego ao Comando de Operações Terrestres. Sua posição em Goiânia é central no país para atuar mais rapidamente em qualquer região. Sua remoção do Rio de Janeiro em 2003 foi também para afastar os militares e ex-integrantes do recrutamento por traficantes cariocas. Os planos originais eram para um batalhão de comandos e outro de forças especiais no Núcleo Central (Comandos Militares do Sudeste, Leste e Planalto) e outro de guerra química no Comando Militar do Sul; em algum momento surgiu a ideia de um comando central. À época da fundação, era a única grande unidade do tipo na América Latina. Embora surgida como brigada, sua organização é diferente de uma brigada convencional. Todos os componentes, à exceção do C I Op Esp, em Niterói, estão em Goiânia. Além deles, o Comando tem vínculo técnico à 3.ª Companhia de Forças Especiais, no Comando Militar da Amazônia. A “ponta de lança” do COpEsp são seus dois batalhões operacionais, o 1.º BAC e 1.º BFEsp. Sua fração mínima de emprego é conhecida como o destacamento.
| - Base Administrativa - 1.º Batalhão de Forças Especiais - 1.º Batalhão de Ações de Comandos - Batalhão de Apoio às Operações Especiais - Companhia de Defesa Química Biológica, Radiológica e Nuclear - 6.º Pelotão de Polícia do Exército - Centro de Instrução de Operações Especiais |

### Comandos

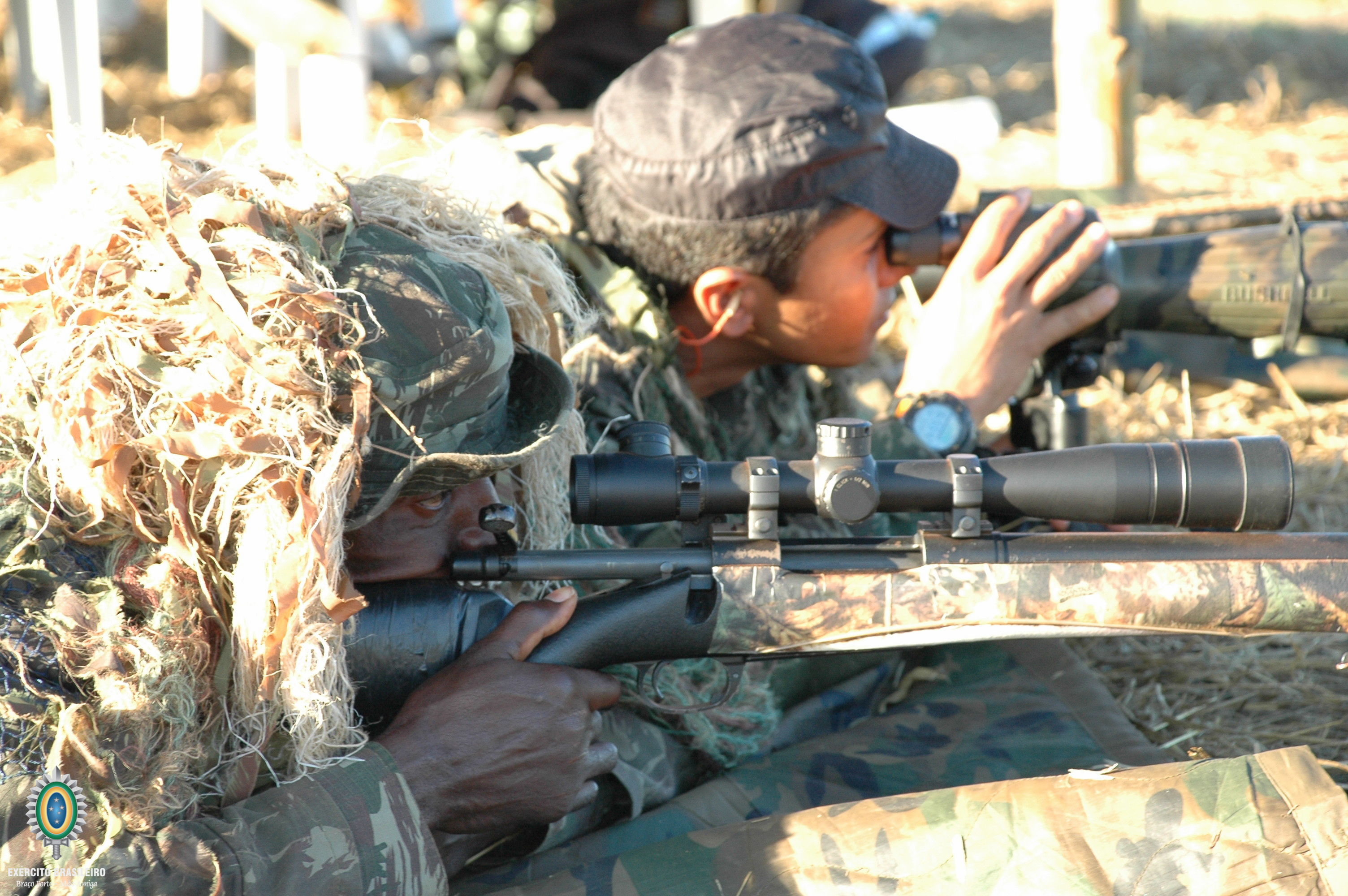
Equipe de caçadores

O 1.º Batalhão de Ações de Comandos é uma força de elite de infantaria leve, organizado numa companhia de comando e apoio, três de ações de comandos e um Destacamento de Reconhecimento e Caçadores (DRC). As companhias de comandos têm três Destacamentos de Ações de Comandos, com 42 operadores cada, reforçados por homens do DRC. As ações de comandos são operações de alto risco contra alvos estratégicos em território hostil. O batalhão é voltado às ações diretas. O treinamento, marcado pelo realismo, prepara para a infiltração e a operação em qualquer tipo de terreno, incluindo a montanha, Caatinga, Pantanal e selva. Os comandos podem trabalhar com o reconhecimento e inteligência, combate a forças irregulares (incluindo contraterrorismo), observação para o apoio de fogo, entre outras atividades. Os realizadores do curso são capacitados tanto para o planejamento quanto para a execução dessas ações bélicas.

### Forças Especiais

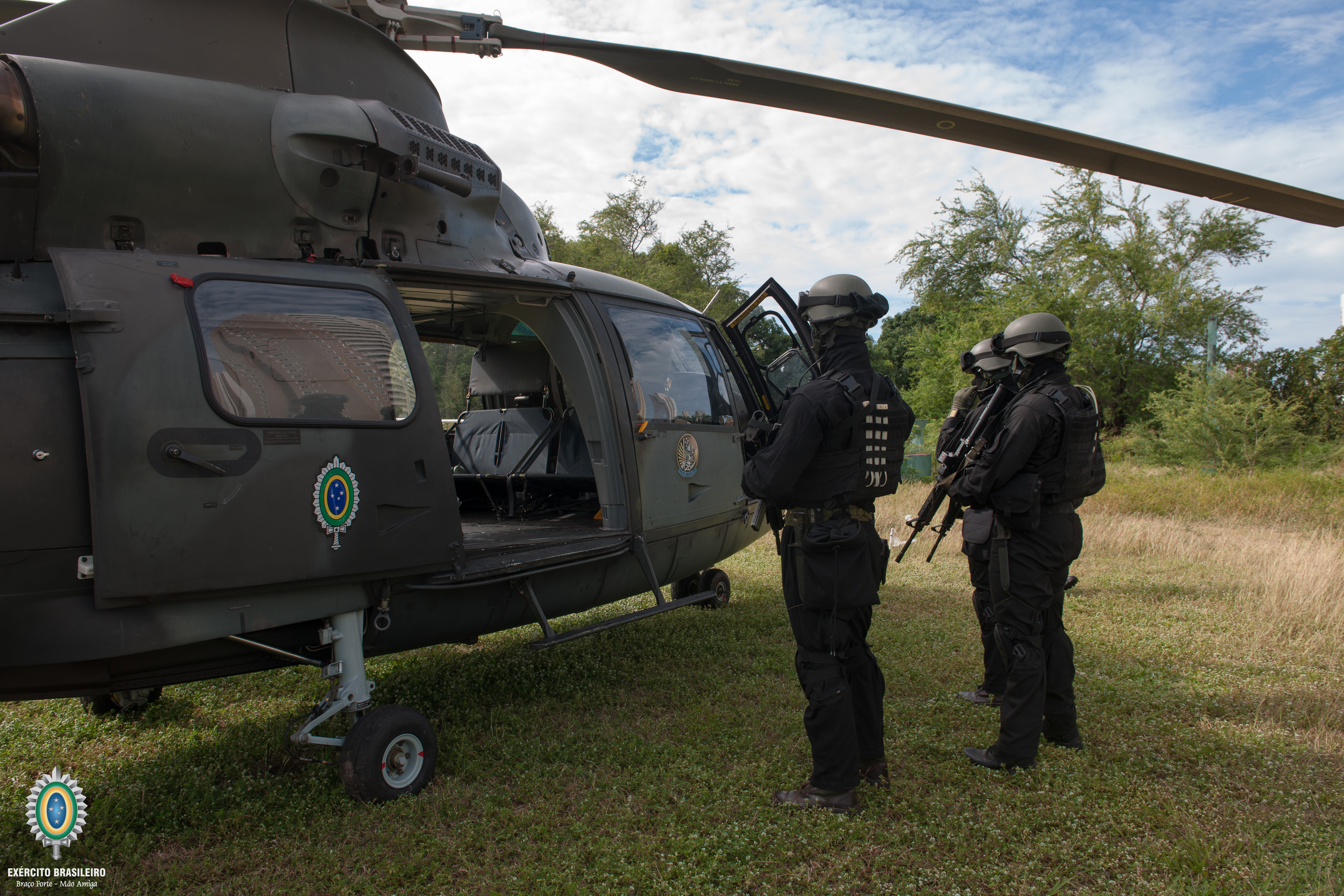
Forças especiais com um helicóptero Pantera da Aviação do Exército

O principal componente do COpEsp é o 1.º Batalhão de Forças Especiais, organizado em uma companhia de comando e apoio, duas companhias de forças especiais, chamadas Força 1 e Força 2, e um Destacamento de Contraterrorismo. A companhia de forças especiais tem quatro Destacamentos Operacionais de Forças Especiais; quando reforçados por comandos, são conhecidos como Destacamentos de Ação Imediata. Em 2001 o batalhão tinha cerca de 500 militares, mas como os outros países, o Brasil revela poucas informações sobre as forças especiais. Seu treinamento é comparado ao dos Seals da Marinha dos Estados Unidos ou à Delta Force.
Os FEs têm atribuições como as dos comandos e também operam em terreno hostil, onde devem sobreviver por longos períodos, mas possuem atribuições adicionais mais complexas, como operações psicológicas. Aprendem táticas de guerrilha e operações urbanas, incluindo o enfrentamento da criminalidade. Eles podem ser infiltrados clandestinamente até um ano antes de um ataque, possivelmente em roupas civis, para identificar oponentes e aliados. Têm preparo para a sabotagem, interrogatório psicológico e mesmo a diplomacia. Alguns são não só paraquedistas, como também mergulhadores. Suas habilidades de sobrevivência são consideráveis. As patrulhas de reconhecimento a longa distância na selva são grandes para os padrões das forças especiais, com até 24 homens. Assim como as forças especiais americanas, os brasileiros pretendem criar zonas de guerra não convencional. As forças especiais brasileiras trabalhariam em ação indireta entre a população nacional, construindo um movimento de resistência a uma invasão estrangeira como parte de uma guerra de atrito, especialmente na Amazônia. Por sua atuação sigilosa, os FEs são apelidados de “fantasmas”. Eles não são tão conhecidos no público quanto as forças especiais policiais. 
A 3.ª Companhia de Forças Especiais, conhecida como a Força 3, é vinculada ao COpEsp para preparo e treinamento, mas subordinada ao Comando Militar da Amazônia. Embora possa atuar sozinha, sua principal função é como multiplicador de força para outras formações.

### Demais componentes

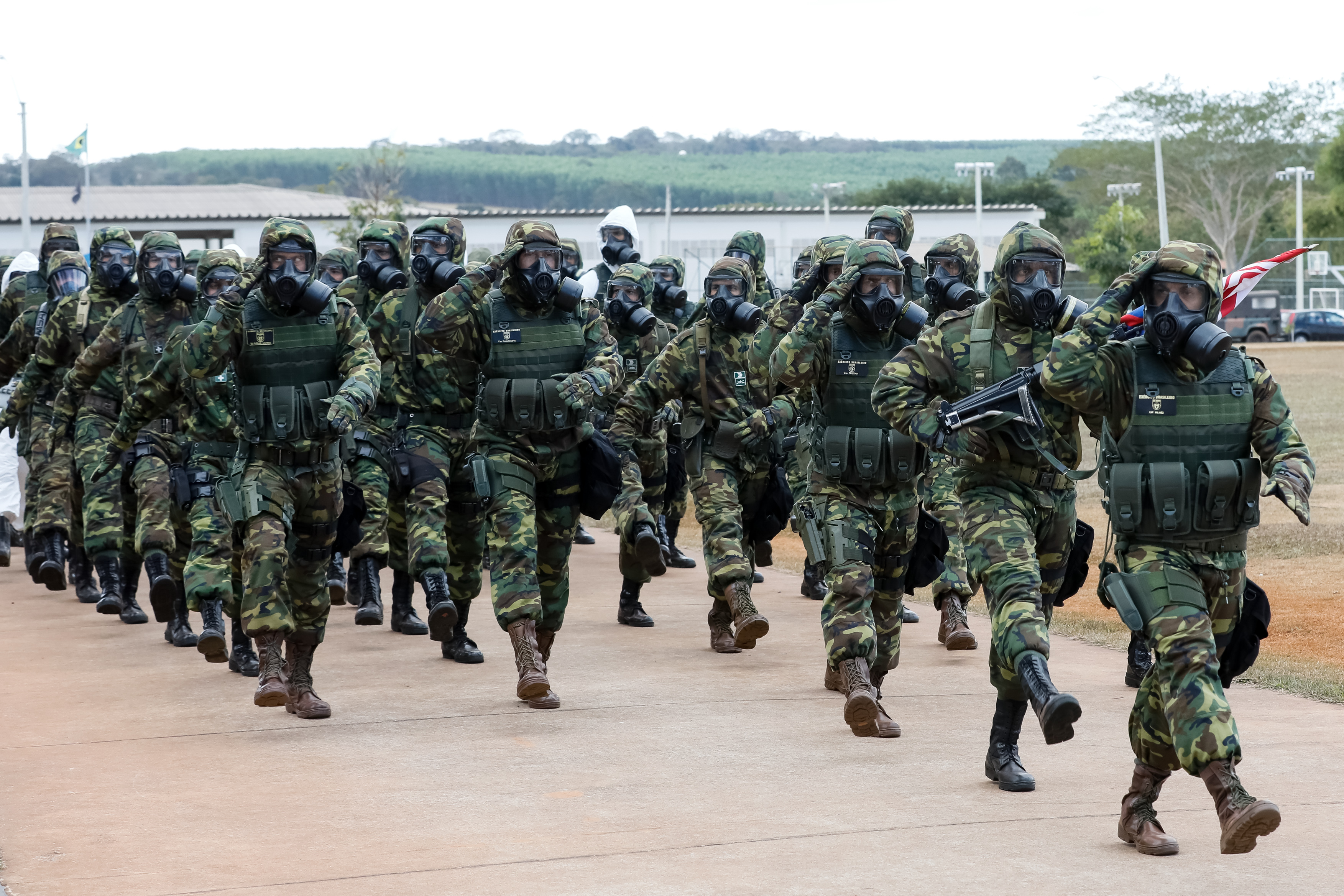
Companhia DBQRN

A Companhia de Defesa Química Biológica, Radiológica e Nuclear (DQBRN) apoia outras unidades, monitorando a vulnerabilidade a esses agentes de destruição em massa, fornecendo equipamento de segurança e realizando a descontaminação. O Batalhão de Apoio às Operações Especiais instala os sistemas de comunicações, fornece uma limitada capacidade de transporte, apoia a infiltração e exfiltração aérea e aquática, prepara os paraquedas e suprimento aéreo e provê atendimento médico, entre outras atribuições de apoio de combate e logístico. O 6º Pelotão de Polícia do Exército (PE) fornece o apoio típico de PE. A Base Administrativa é responsável pelas finanças, propriedade e pessoal.

## Equipamento

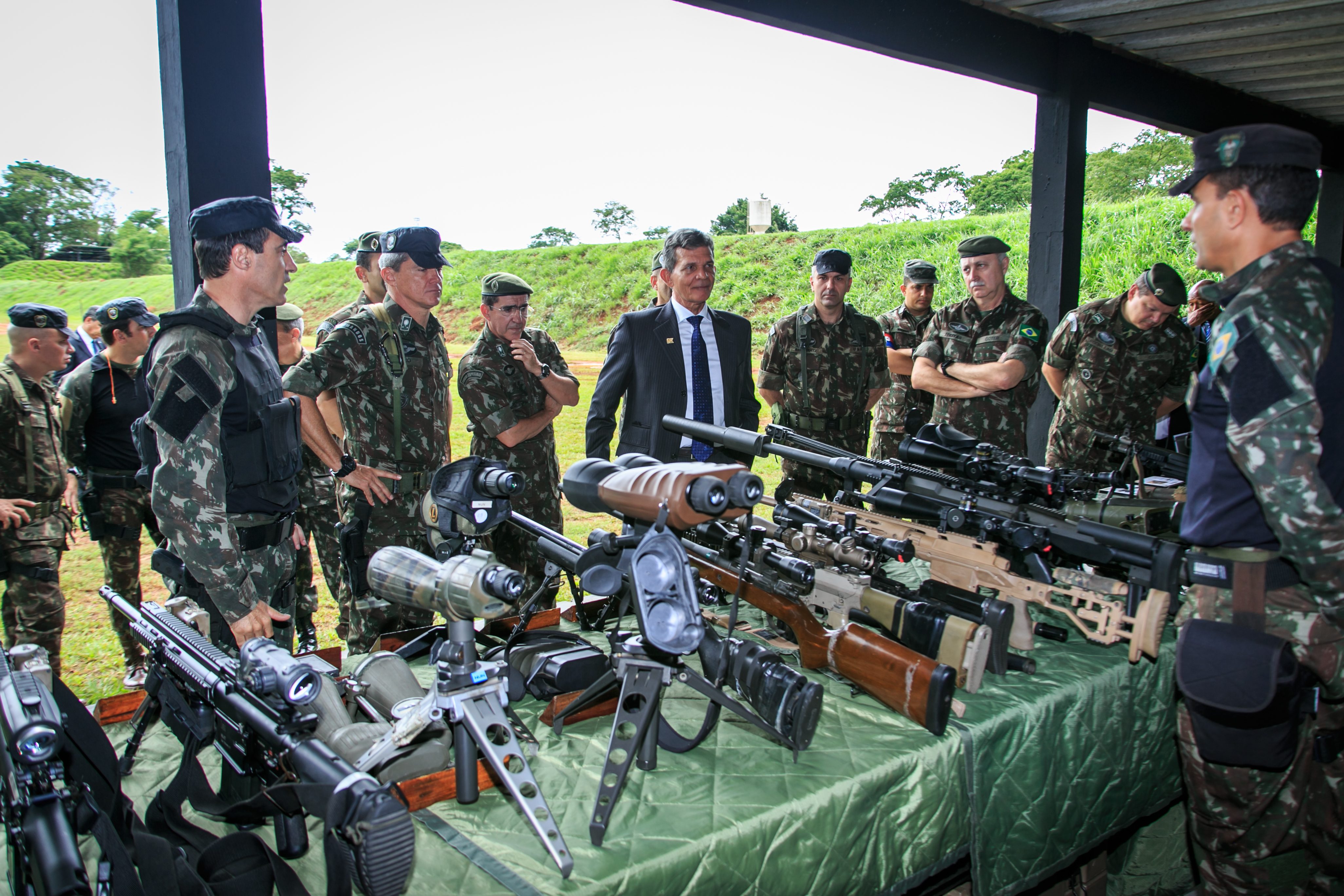
Exposição de armamentos

Os comandos e forças especiais possuem equipamento e armas avançados. Um FE pode levar um rádio, explosivos, óculos de visão noturna, térmica ou residual, suprimentos de primeiros socorros e até 35 quilogramas na mochila. A camuflagem padrão “woodland” e o lenço “Shemagh” são comuns. As armas são brasileiras e estrangeiras, incluindo pistolas da Beretta, Colt .45 e IMBEL M-976, submetralhadora MP5, fuzis e carabinas H&K G53, M4, IMBEL IA2, ParaFAL e M16A2, metralhadora leve FN Minimi, espingardas da Franchi, Remington, Mossberg e ENARM e até lança-chamas. A mira holográfica EOTech é a mais difundida. Os caçadores (atiradores de elite) usam o Remington M-24, Heckler & Koch PSG1 e Barrett M82. O Destacamento Contraterrorista tem treinamento para combate corpo a corpo com punhais.
Os destacamentos podem ser infiltrados por meios aéreos, aquáticos ou terrestres, usando viaturas especializadas ou aeronaves de asa fixa ou rotativa. Os helicópteros da Aviação do Exército frequentemente apoiam o Comando, mas não há um componente especificamente designado para apoiar as operações especiais. A Força Aérea Brasileira não tem esquadrões específicos para apoiar forças especiais, mas treina para esse fim. As aeronaves comuns no apoio às forças especiais em 2012 eram os transportes C-130 e CASA C-295, caça F5-E, aviões de ataque AMX A-1 e A-29 Super Tucano, de vigilância aérea R-99A e R-99B, e helicópteros UH-60 Black Hawk, CH-34 Super Puma e Mil Mi-35.